# Metopius curtiventris
Metopius curtiventris là một loài tò vò trong họ Ichneumonidae.